# Шнуров Лес
укр. Шнурів Ліс (Шнуров Лес) — село, входить в Бучанський район Київської області України.
Населення згідно перепису 2001 года склало 33 особи. Расстояние до центра общины – 37 км, до областного центра – 81 км. Площадь населённого пункта составляет 51 га.
Немецкая колония Шнуров Лес основана в 1878 году в Ставищенском урочище, площадью 325 десятин, имении Варвары Федоровны княгини Гедройц

## Місцева рада
08023, Київська обл., Макарівський р-н, с. Борівка, вул. Леніна, 32

## Посилання
- Шнуров Лес на сайте Верховной рады Украины  (укр.)
- Административно-территориальное устройство Киевской области  (укр.)